# Spjute
Spjute är ett runsvenskt mansnamn. 2004 fanns ingen i Sverige med detta namn. Namnet är belagt genom minst tre vikingatida runinskrifter från Södermanland och Uppland, nämligen Sö 131 i Lids socken, Sö 359 i Vagnhärads socken och U 727 i Löts socken.